# Минченко, Авксентий Малахович
Авксентий Малахович Минченко — советский хозяйственный, государственный и политический деятель.

## Биография
Родился в 1904 году в деревне Зябровка. Член КПСС с 1927 года.
С 1923 года — на хозяйственной, общественной и политической работе. В 1923—1960 гг. — санитар, делопроизводитель, заведующий хозяйством 2-й железнодорожной больницы, председатель Лельчицкой районной контрольной комиссии КП(б) Беларуси, секретарь Лепельского окружного комитета КП(б) Беларуси, секретарь Толочинского районного комитета КП(б) Беларуси, председатель Исполнительного комитета Пинского областного Совета, 1-й секретарь Пинского областного комитета КП(б) Беларуси, 2-й секретарь Павлодарского областного комитета КП(б) Казахстана, в резерве ЦК КП(б) Беларуси, председатель Исполнительного комитета Молодечненского областного Совета, заместитель министра местной/местной и топливной промышленности Белорусской ССР, начальник Отдела организационно-массовой работы, кадров и трудоустройства инвалидов Белорусского промышленного Совета.
Умер после 1960 года.